# Мур, Чарльз (легкоатлет)
Чарльз Хьюз Мур младший (англ. Charles Hewes Moore Jr.; 12 августа 1929, Котсвилл, Пенсильвания — 8 октября 2020, Лапорте, Пенсильвания) — американский легкоатлет (бег на короткие дистанции, эстафетный бег), чемпион и призёр летних Олимпийских игр 1952 года в Хельсинки, олимпийский рекордсмен.

## Карьера
На Олимпиаде Мур выступал в беге на 400 метров с барьерами и эстафете 4×400 метров. В первой дисциплине Мур стал олимпийским чемпионом, по ходу соревнований установив в четвертьфинале олимпийский рекорд — 50,8 с. В эстафете сборная США, за которую выступал Мур, заняла второе место, уступив сборной Ямайки. В первом забеге соревнований сборная США установила олимпийский рекорд — 3:11.67 с.